# 上海黃金風潮案
上海黃金風潮案又稱上海黃金風潮，是國民政府拋售黃金而引發的搶購風潮。

## 历史
國民政府在第二次中日戰爭結束後為弥补财政赤字，決定由中華民國中央银行在上海抛售黄金。1946年3月，中華民國中央银行抛售黄金后，物价的上涨有所緩解，不過从10月起金价大幅上涨，當時每两黃金8万元法幣，到了1946年年底涨至每两黃金80万元。1947年，上海市民開始抢购黄金和物资，導致物資緊缺，物价飞涨。2月16日，国民政府颁布《经济紧急措施方案》，规定禁止黄金买卖，限期限价收购黄金。此後搶購風潮平息。